# BTR-80 Caribe
El BTR-80 Caribe[cita requerida] es una versión del APC BTR-80 fabricada en Colombia con licencia de GAZ, bajo un acuerdo entre la industria estatal de armamentos de Rusia Rosoboronexport y COTECMAR, para la Infantería de Marina y el Ejército Nacional de Colombia.

## Historia
A principios de 2004 surgió la necesidad del gobierno de que el Ejército de Colombia adquiriera un APC para el transporte de tropas y así evitar que los soldados fueran asesinados en los tradicionales camiones NPR por fuerzas irregulares.
En 2006 se aprobó el proyecto de ensamblar en los astilleros de COTECMAR vehículos BTR-80 modificados bajo supervisión y asesoramiento de técnicos rusos. El proyecto fue cancelado por Rosoboronexport, al no permitirse adaptaciones que abaratasen y agilizaran su producción, como la adaptación de un armamento y un motor más económico diferentes al de origen ruso.[cita requerida]

## Descripción

### Armamento
La ametralladora del modelo original de 14,5mm fue sustituida por la ametralladora en uso en Colombia, la Browning calibre 12,7 * 99mm (.50) en la torreta con sistema de visión nocturna IR NVG.

### Neumáticos
Las 8 ruedas poseen sistema Sellomatic conectadas a 2 bombas de aire independientes resistentes al fuego y a munición calibre 12,7 y 14,5 mm en impactos directos.

### Capacidad Anfibia
Los BTR-80 Caribe poseen capacidad anfibia y poseen un snorkel Volga electrolítico mejorado. Alcanzan una vel. máx. de 5 nudos en aguas llanas.